# Rudolf Patkoló
Rudolf Patkoló, wcześniej Rezső Patkoló (ur. 13 października 1922 w Budapeszcie, zm. 1 września 1992 w Stalowej Woli) – węgiersko-polski piłkarz, występujący na pozycji napastnika, reprezentant Węgier i Polski.

## Kariera piłkarska
Był wychowankiem Újpestu TS Egylet. W ojczyźnie grał także w Gammie Budapeszt (do 1944) i Újpestcie Budapeszt (1945–1947). Podczas II wojny światowej został wywieziony do Niemiec, poznał tam Polkę, która później została jego żoną. W 1947 zagrał dwa razy w reprezentacji Węgier.
W następnym roku na stałe osiadł w Polsce i został piłkarzem ŁKS, w którym grał do 1950. Grał również w bydgoskiej Polonii oraz Wiśle Kraków. W 1953 został piłkarzem Stali Stalowa Wola. W klubie tym występował przez trzy sezony, ze Stalą był też związany po zakończeniu kariery piłkarskiej, którą zakończył w 1960 w Kujawiaku Włocławek. W reprezentacji Polski wystąpił trzykrotnie. Zadebiutował 2 października 1949 w meczu z Bułgarią. Ostatni raz zagrał w 1952.

## Kariera trenerska
Jako trener pracował głównie z młodzieżą ze Stalowej Woli.

## Śmierć i upamiętnienie
Zmarł 1 września 1992 w Stalowej Woli, został pochowany na tamtejszym cmentarzu komunalnym.
W tym mieście rozgrywany jest piłkarski memoriał im. Rudolfa Patkoló w kategorii juniorów.
W maju 2019 roku komisja samorządowa Stalowej Woli rozważała wniosek dotycząca nadania imienia Patkoló Stadionu Miejskiego. W kwietniu 2022 roku podano, że zaproponowana nazwa „Stadion Miejski im. Rudolfa Patkolo” wciąż czeka na rozpatrzenie.